# Atlatonan
In de Azteekse mythologie was Atlatonin of Atlatonan een moedergodin en een godin van de kust. 
Zij wordt geassocieerd met Tezcatlipoca en in sommige mythes wordt gezegd dat ze een van zijn vrouwen was. 